# Perryville, Arkansas
Perryville är administrativ huvudort i Perry County i Arkansas. Countyt döptes efter sjömilitären Oliver Hazard Perry och huvudorten fick heta Perryville.